# Salvador González Marco
Salvador González Marco, noto come Voro (Valencia, 9 ottobre 1963), è un allenatore di calcio, dirigente sportivo ed ex calciatore spagnolo, di ruolo difensore, team manager del Valencia.

## Carriera

### Giocatore

#### Club
Cresciuto nel Valencia, debutta in prima squadra con la squadra riserve nel 1983-1984, per passare l'anno successivo in prestito al Tenerife.
Ritorna al Valencia nel 1985-1986, diventandone un elemento fondamentale, come testimoniano le 216 presenze in otto stagioni.
Nel 1993 passa al Deportivo La Coruna, con cui vince una Coppa del Re ed una Supercoppa di Spagna nel 1995.
Conclude la carriera nel 1999, dopo un triennio al Logrones.

#### Nazionale
Ha totalizzato 9 presenze con la nazionale spagnola, con cui ha partecipato al campionato mondiale di calcio 1994.
Il suo debutto risale al 13 ottobre 1993 in Irlanda-Spagna 1-3.

### Allenatore
Il 21 aprile 2008 diventa allenatore del Valencia, in seguito all'esonero di Ronald Koeman, con la squadra al quindicesimo posto in campionato. Dopo aver raggiunto la salvezza, non venne confermato per la stagione successiva, rimanendo tuttavia nell'organigramma societario come delegato di campo.
Il 30 novembre 2015 ritorna ad interim sulla panchina del Valencia, in seguito alle dimissioni di Nuno Espírito Santo; lascia il posto, due giorni dopo, a Gary Neville.
Torna a ricoprire il ruolo di allenatore ad interim del Valencia il 20 settembre 2016, dopo l'esonero di Pako Ayestarán. Il 1 ottobre lascia la guida al nuovo tecnico Cesare Prandelli. Il 30 dicembre a seguito delle dimissioni di quest’ultimo, con la squadra al diciassettesimo posto, torna sulla panchina dei valenciani. L'11 gennaio 2017, dopo una sconfitta in coppa nazionale e un pareggio in campionato, viene confermato fino al termine della stagione 2016-2017, conclusa al dodicesimo posto in campionato.
Il 29 giugno 2020, a seguito dell'esonero di Albert Celades, viene nominato allenatore del Valencia, che conduce al nono posto in campionato. Il 27 luglio viene sostituito da Javi Gracia, di cui passa a ricoprire il ruolo di vice.
Il 3 maggio 2021 subentra a Javi Gracia sino al termine del campionato, chiudendo al tredicesimo posto. Il 27 maggio lascia la guida al nuovo tecnico José Bordalás.
Il 30 gennaio 2023, in seguito alle dimissioni di Gennaro Gattuso, viene nuovamente nominato allenatore ad interim del Valencia. Perde tutte e tre le partite in cui ha guidato la squadra e il 14 febbraio lascia la guida al nuovo tecnico Rubén Baraja.

## Statistiche

### Statistiche da allenatore
Statistiche aggiornate al 11/02/2023
| Stagione                  | Squadra         | Campionato      | Campionato | Campionato | Campionato | Campionato | Coppe nazionali | Coppe nazionali | Coppe nazionali | Coppe nazionali | Coppe nazionali | Coppe continentali | Coppe continentali | Coppe continentali | Coppe continentali | Coppe continentali | Altre coppe | Altre coppe | Altre coppe | Altre coppe | Altre coppe | Totale | Totale | Totale | Totale | % Vittorie | Piazzamento           |
| Stagione                  | Squadra         | Comp            | G          | V          | N          | P          | Comp            | G               | V               | N               | P               | Comp               | G                  | V                  | N                  | P                  | Comp        | G           | V           | N           | P           | G      | V      | N      | P      | %          | Piazzamento           |
| ------------------------- | --------------- | --------------- | ---------- | ---------- | ---------- | ---------- | --------------- | --------------- | --------------- | --------------- | --------------- | ------------------ | ------------------ | ------------------ | ------------------ | ------------------ | ----------- | ----------- | ----------- | ----------- | ----------- | ------ | ------ | ------ | ------ | ---------- | --------------------- |
| apr.-giu. 2008            | Valencia        | PD              | 5          | 4          | 0          | 1          | -               | -               | -               | -               | -               | -                  | -                  | -                  | -                  | -                  | -           | -           | -           | -           | -           | 5      | 4      | 0      | 1      | 80,00      | Sub., 10º             |
| nov.-dic. 2015            | Valencia        | PD              | 1          | 0          | 1          | 0          | CR              | 1               | 1               | 0               | 0               | -                  | -                  | -                  | -                  | -                  | -           | -           | -           | -           | -           | 2      | 1      | 1      | 0      | 50,00      | ad interim            |
| set. 2016, dic. 2016-2017 | Valencia        | PD              | 26         | 12         | 4          | 10         | CR              | 2               | 0               | 0               | 2               | -                  | -                  | -                  | -                  | -                  | -           | -           | -           | -           | -           | 28     | 12     | 4      | 12     | 42,86      | ad interim, sub., 12º |
| lug. 2020                 | Valencia        | PD              | 6          | 2          | 1          | 3          | -               | -               | -               | -               | -               | -                  | -                  | -                  | -                  | -                  | -           | -           | -           | -           | -           | 6      | 2      | 1      | 3      | 33,33      | Sub., 9º              |
| mag. 2021                 | Valencia        | PD              | 4          | 2          | 1          | 1          | -               | -               | -               | -               | -               | -                  | -                  | -                  | -                  | -                  | -           | -           | -           | -           | -           | 4      | 2      | 1      | 1      | 50,00      | Sub., 13º             |
| gen.-feb. 2023            | Valencia        | PD              | 3          | 0          | 0          | 3          | -               | -               | -               | -               | -               | -                  | -                  | -                  | -                  | -                  | -           | -           | -           | -           | -           | 3      | 0      | 0      | 3      | &0,00      | ad interim            |
| Totale Valencia           | Totale Valencia | Totale Valencia | 45         | 20         | 7          | 18         |                 | 3               | 1               | 0               | 2               |                    | -                  | -                  | -                  | -                  |             | -           | -           | -           | -           | 48     | 21     | 7      | 20     | 43,75      |                       |
| Totale carriera           | Totale carriera | Totale carriera | 45         | 20         | 7          | 18         |                 | 3               | 1               | 0               | 2               |                    | -                  | -                  | -                  | -                  |             | -           | -           | -           | -           | 48     | 21     | 7      | 20     | 43,75      |                       |

### Cronologia presenze e reti in nazionale
| Cronologia completa delle presenze e delle reti in nazionale ― Spagna | Cronologia completa delle presenze e delle reti in nazionale ― Spagna | Cronologia completa delle presenze e delle reti in nazionale ― Spagna | Cronologia completa delle presenze e delle reti in nazionale ― Spagna | Cronologia completa delle presenze e delle reti in nazionale ― Spagna | Cronologia completa delle presenze e delle reti in nazionale ― Spagna | Cronologia completa delle presenze e delle reti in nazionale ― Spagna | Cronologia completa delle presenze e delle reti in nazionale ― Spagna |
| Data                                                                  | Città                                                                 | In casa                                                               | Risultato                                                             | Ospiti                                                                | Competizione                                                          | Reti                                                                  | Note                                                                  |
| --------------------------------------------------------------------- | --------------------------------------------------------------------- | --------------------------------------------------------------------- | --------------------------------------------------------------------- | --------------------------------------------------------------------- | --------------------------------------------------------------------- | --------------------------------------------------------------------- | --------------------------------------------------------------------- |
| 13-1-1993                                                             | Dublino                                                               | Irlanda                                                               | 1 – 3                                                                 | Spagna                                                                | Qual. Mondiali 1994                                                   | -                                                                     |                                                                       |
| 19-1-1994                                                             | Vigo                                                                  | Spagna                                                                | 2 – 2                                                                 | Portogallo                                                            | Amichevole                                                            | -                                                                     | 46’                                                                   |
| 23-3-1994                                                             | Valencia                                                              | Spagna                                                                | 0 – 2                                                                 | Croazia                                                               | Amichevole                                                            | -                                                                     |                                                                       |
| 2-6-1994                                                              | Tampere                                                               | Finlandia                                                             | 1 – 2                                                                 | Spagna                                                                | Amichevole                                                            | -                                                                     | 46’                                                                   |
| 27-6-1994                                                             | Chicago                                                               | Bolivia                                                               | 1 – 3                                                                 | Spagna                                                                | Mondiali 1994 - 1º turno                                              | -                                                                     |                                                                       |
| 7-9-1994                                                              | Limassol                                                              | Cipro                                                                 | 0 – 1                                                                 | Spagna                                                                | Qual. Euro 1996                                                       | -                                                                     |                                                                       |
| 30-11-1994                                                            | Malaga                                                                | Spagna                                                                | 2 – 0                                                                 | Finlandia                                                             | Amichevole                                                            | -                                                                     | 46’                                                                   |
| 17-12-1994                                                            | Bruxelles                                                             | Belgio                                                                | 1 – 4                                                                 | Spagna                                                                | Qual. Euro 1996                                                       | -                                                                     | 60’                                                                   |
| 22-2-1995                                                             | Jerez de la Frontera                                                  | Spagna                                                                | 0 – 0                                                                 | Germania                                                              | Amichevole                                                            | -                                                                     |                                                                       |
| Totale                                                                |                                                                       | Presenze                                                              | 9                                                                     |                                                                       | Reti                                                                  | 0                                                                     |                                                                       |

## Palmarès

### Giocatore
- Coppa di Spagna: 1

Deportivo La Coruna: 1994-1995
- Supercoppa di Spagna: 1

Deportivo La Coruna: 1995